# Канцлер Франции
Ка́нцлер Фра́нции (фр. Chancelier de France) — во Франции старого режима: одна из высших коронных должностей, второе должностное лицо короны; а с 1627 года, после упразднения званий коннетабля Франции и адмирала Франции, — высшее должностное лицо короны Франции.
Канцлер Франции был упразднён в 1790 году после переворота (революции).

## История
В средние века канцлером (лат. Cancellarius) называли высшее при королевском дворе должностное лицо, на обязанности которого лежало изготовление государственных, преимущественно дипломатических актов и которое потому было хранителем государственной печати.
При Меровингах вышеозначенные обязанности исполнял великий референдарий (summus referendarius); в IX веке появляется звание великого канцлера (summus cancellarius), бывшего вместе с тем начальником королевского архива. При Меровингах референдарием всегда назначалось лицо светского звания; при Каролингах канцлер всегда избирался из духовных (всего чаще — из придворных капелланов), что повсеместно стало общим правилом в средние века. Подчинённые канцлеру (notaires) при Капетингах также избирались из лиц придворного духовенства; один из них, предназначавшийся в преемники канцлера, обыкновенно носил название вице-канцлера.
К прежним обязанностям канцлера добавились также судебные функции; будучи одновременно министром юстиции и иностранных дел, он, в качестве капеллана, ведал также церковными делами. Часто должность канцлера занимали высшие прелаты (например, архиепископы Реймсские).
В XII веке короли стараются умалить значение должности канцлера Франции. Филипп-Август в течение 38 лет обходился без канцлера Франции. Подпись канцлера Франции, которая фигурировала на актах со времён Меровингов, в начале XII века начинают заменять лишь упоминанием о нём в форме «Data per manum N cancellarii», если же должность канцлера совершенно не была замещена, то писали: «Data vacante cancellaria».
В XIII веке канцлер Франции снова становится первым должностным лицом в королевстве. Со времени Карла V до Людовика XI канцлер избирался путём баллотирования в королевском совете; в XVI века он делается несменяемым, но король мог оставить его не у дел, назначив особого хранителя печати (garde des sceaux).
Должность канцлера Франции (Chancelier de France) была упразднена в революционном 1790 году. Наполеон I назначил архиканцлера (archichancelier); при Реставрации было восстановлено звание канцлера Франции, окончательно уничтоженное революцией 1848 г.

### Выдающиеся канцлеры
Наиболее выдающимися среди канцлеров Франции были:
- Дюпра при Франциске I,
- Л’Опиталь при Карле IX,
- Пьер Сегье при Людовиках XIII и XIV,
- Матьё Моле, д’Алигр, Ле-Теллье, Поншартрен при Людовике XIV,
- д’Агессо, Ламуаньон, Мопу при Людовике XV,
- Камбасерес при империи;
- Дамбре (Charles-Henri Dambray) и Пасторе во время Реставрации,
- Паскье при Июльской монархии.

## Список канцлеров Франции

### Средневековье
...
- 991—998: Герберт Орильякский, позже папа римский Сильвестр II

...
- 1252—1259: Рауль де Гроспарми
- 1259: Ги Фулькуа Ле Гро, позже папа римский Климент IV
- 1259—1261: Симон Монпитье де Брион, позже папа римский Мартин IV
- 1262—1270: Филипп де Каор

...
- 1292—1302: Пьер Флоте
- 1307—1310, 1311—1313: Гийом Ногаре
- 1329—1335: Гийом де Сен-Мор
- 1335: Пьер Роже де Бофор-Тюренн, позже папа римский Климент VI
- 1335—1358: Ги Боде

...
- 1349—1357: Пьер де Ла Форе

### Старый режим
| Канцлер                          | Начало деятельности | Окончание деятельности |
| Антуан Дюпра                     | 7 января 1515       | 9 июля 1535            |
| Антуан дю Бур                    | 16 июля 1535        | сентябрь 1538          |
| Гийом Пойе                       | 12 ноября 1538      | 23 апреля 1545         |
| Франсуа Оливье                   | 28 апреля 1545      | 30 марта 1560          |
| Мишель де л’Опиталь              | 20 июня 1560        | 6 февраля 1573         |
| Рене де Бираг                    | 17 марта 1573       | 24 ноября 1583         |
| Филипп Юро, граф де Шеверни      | 24 ноября 1583      | 29 июля 1599           |
| Помпонн де Белльевр              | 2 августа 1599      | 9 сентября 1607        |
| Никола Брюлар де Силлери         | 10 сентября 1607    | 1 октября 1624         |
| Этьен I, маркиз де д’Алигр       | 3 октября 1624      | 11 декабря 1635        |
| Пьер Сегье                       | 19 декабря 1635     | 28 января 1672         |
| вакансия                         | 28 января 1672      | 10 января 1674         |
| Этьен II, маркиз де д’Алигр      | 10 января 1674      | 25 октября 1677        |
| Мишель Летелье                   | 27 октября 1677     | 30 октября 1685        |
| Луи Бушра, граф де Компан        | 1 ноября 1685       | 2 сентября 1699        |
| Луи Филипье, граф де Поншартрен  | 5 сентября 1699     | 2 июля 1714            |
| Даниэль Вуазен де Ла Нуарай      | 2 июля 1714         | 1 февраля 1717         |
| Анри-Франсуа д’Агессо            | 2 февраля 1717      | 27 ноября 1750         |
| Гийом де Ламуаньон де Бланмениль | 9 декабря 1750      | 14 сентября 1768       |
| Рене Шарль де Мопу               | 15 сентября 1768    | 16 сентября 1768       |
| Рене Никола де Мопу              | 16 сентября 1768    | 27 ноября 1790         |

### Реставрация и Июльская монархия
| Канцлер                               | Начало деятельности | Окончание деятельности |
| Шарль Луи Франсуа де Поль де Барантен | 6 апреля 1814       | 30 мая 1819            |
| Шарль-Анри Дамбре                     | 13 мая 1815         | 13 декабря 1829        |
| маркиз Эммануэль де Пасторе           | 17 декабря 1829     | 2 августа 1830         |
| Этьенн Дени Паскье                    | 27 мая 1837         | 5 июля 1862            |